# Meerapalu
Meerapalu – wieś w Estonii, w prowincji Tartu, w gminie Meeksi.